# Bunsan
Bunsan (voller Thronname Somdet Brhat Chao Dharma Adi Varman Maha Sri Bunyasena Jaya Setha Adiraja Chandrapuri Sri Sadhana Kanayudha; * im frühen 18. Jahrhundert in Vientiane; † im November 1781) war zwischen 1767 und 1779 sowie 1780/81 dritter König des laotischen Reiches Vientiane.

## Leben
Bunsan war der zweite Sohn von König Sai Setthathirath II. und hieß zunächst Prinz (Chaofa) Ungabunya (Ong Bun). Zwischen 1735 und 1767 war er Gouverneur von Chiang Khoang. Nachdem sein älterer Bruder, Ong Long (reg. 1730 bis 1767), verstorben war, folgte Bunsan ihm auf den Thron. Hierbei wurde er tatkräftig von Phra Vo unterstützt, einem prominenten Mitglied aus der Familie Suvarnkut.
1777 griff der König von Annam (heutiges Vietnam) Vientiane an und belagerte die Hauptstadt. Nach vier Monaten fiel diese 1779 in die Hände der Vietnamesen, doch konnte Bunsan in den Dschungel von Mahachai Kung Kaeo fliehen, wo er sich den Siamesen unter deren König Taksin ergab. Die meisten seiner Nachkommen wurden daraufhin als Geiseln nach Thonburi gesandt. 1780 griff er dennoch die Siamesen in Vientiane an, tötete den von diesen eingesetzten Gouverneur Phraya Supho und wurde schließlich selbst 1781 von den Siamesen getötet.
Bunsan war vielfach verheiratet und hatte zahlreiche Nachkommen:
1. Prinz (Sadet Chaofa Jaya) Anandasena (Nanthesan), später König von Vientiane
2. Prinz (Chaofa) Indra Varman (Inthavong), später König von Vientiane
3. ein weiterer Sohn wurde am 26. Mai 1827 während der chaotischen Verhältnisse in Vientiane getötet, als die Siamesen die Stadt zerstörten
4. Prinz (Sadet Chaofa Brhat) Singhadhanu (Chao Phra Sihatanu), später König von Vientiane
5. Prinz (Sadet Chaofa Jaya) Brahma Varman (Phamavong), trat in siamesische Dienste, starb nach Dezember 1827
6. Prinz (Sadet Chaofa Jaya) Tissa, 1826 zum Vizekönig (Upayuvaraj) ernannt
7. Prinz (Sadet Chaofa Jaya) Singha (Sinh)
8. Prinz (Sadet Chaofa Chao) Supaksha (Chao Suphakphieo)

1. Prinzessin (Sadet Chao Nang Kaeva Kumari) Dhayasuvani (Khieo Khom), Tochter einer Prinzessin von Nong Bua Lamphu, 1779 von den Siamesen gefangen gesetzt
2. Prinzessin (Sadet Chao Brhat Nang Kaeva Yudha Fa) Kanlanyani Sri Kasatriyi (Phra Chao Nang Keo Yot Fa Kalyansikaatri), 1778 bis 1793 von den Siamesen gefangen gehalten
3. Prinzessin (Sadet Chao Fa Jaya Nang) Gamapungi (Khampong)
4. Prinzessin (Sadet Chao Fa Jaya Nang) Dungdiri (Thondy)
5. Prinzessin (Sadet Chao Fa Jaya Nang) Gamajaya (Khamsai)
6. Prinzessin (Sadet Chao Fa Jaya Nang) Butsabani (Butsba)
7. Prinzessin (Sadet Chao Fa Jaya Nang) Malaya (Malai)
8. Prinzessin (Sadet Chao Fa Jaya Nang) Vani (Vone)